# Paço Municipal de Porto Alegre
O Paço Municipal de Porto Alegre, também conhecido como Paço dos Açorianos ou Prefeitura Velha, é um prédio histórico de Porto Alegre, a capital do estado brasileiro do Rio Grande do Sul, sendo um dos mais icônicos e importantes marcos arquitetônicos da cidade. Inaugurado em 1901, com projeto de Giovanni Colfosco, por muito tempo sediou o gabinete do prefeito e órgãos administrativos. Tombado pelo município em 1979, depois de uma ampla reforma em 2003, passou a ceder algumas salas para exposições de arte, tendo ali também os escritórios e a reserva técnica do Acervo Artístico da Prefeitura de Porto Alegre. Em 2022, na semana de comemorações dos 250 anos de fundação da cidade, o prefeito passou o prédio para a administração da Secretaria Municipal da Cultura, que ali instalou o Museu de Arte do Paço.

## História
O Paço Municipal foi construído para ser a sede da Intendência de Porto Alegre, que até então funcionava em diversos espaços alugados no Centro Histórico de Porto Alegre. Eleito pelo Partido Republicano em 1897, o intendente José Montaury comprometeu-se com a construção de uma sede definitiva para o Poder Executivo local. Para tal, foram necessários o aterro da Doca do Carvão e a venda de terrenos municipais a fim de levantar fundos para a obra.
O primeiro projeto para a Intendência foi o do engenheiro Oscar Bittencourt, mas devido a ponderações de ordem política o projeto foi vetado e encomendou-se um novo desenho ao veneziano Giovanni Colfosco. A pedra fundamental foi lançada em 5 de abril de 1898, e a construção iniciou em 28 de setembro daquele mesmo ano. O prédio foi concluído em abril de 1901, sendo ocupado a partir de 15 de maio pelo Conselho Municipal, pela Secretaria, pela Contabilidade, pela Tesouraria e Arrecadação, além do Arquivo, da Inspetoria de Veículos, da Assistência Pública e do primeiro Posto Policial, com sua respectiva cadeia. O custo final da obra chegou a 500 contos de réis, e a maior parte dos materiais empregados proveio da própria Porto Alegre.

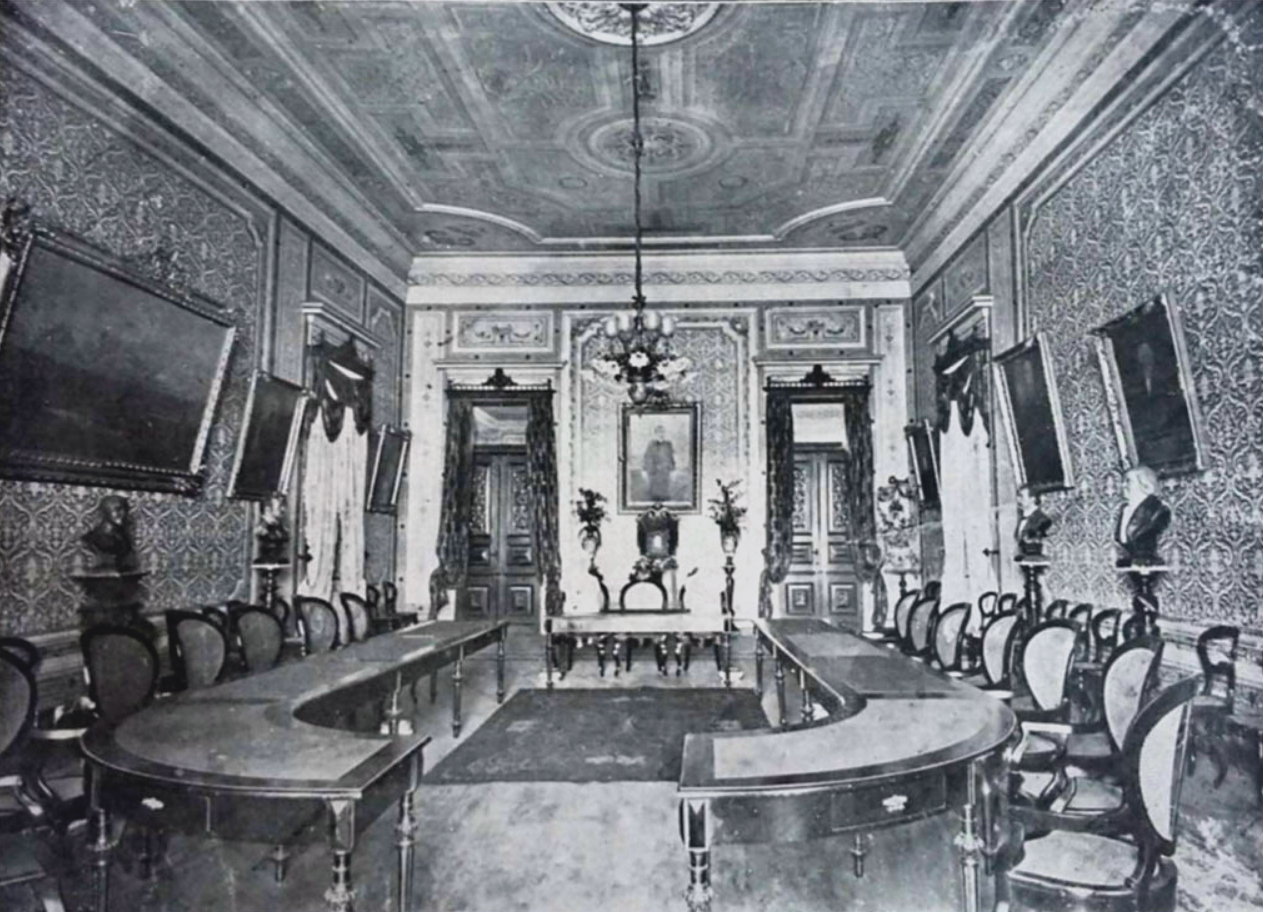
A decoração primitiva do salão Nobre

Constitui-se o primeiro prédio de caráter nitidamente positivista da cidade, e cujo partido geral da planta, em forma de H, deixou profunda influência na arquitetura oficial do período. O edifício reflete o gosto pela monumentalidade vigente na época, e segue um estilo eclético derivado de padrões neoclássicos, e influenciado por diretrizes positivistas, como se percebe pela estatuária alegórica na fachada. No grupo à direita, junto à Avenida Borges de Medeiros, a figura central representa a Liberdade e a da direita, a História; o busto de Péricles, a Democracia; já a figura da esquerda representa a Ciência. A figura central do grupo colocado próximo à rua Uruguai representa a Agricultura; a da direita representa o Comércio; e a da esquerda figura a Indústria. Em acréscimo, estátuas isoladas que representam a Justiça e a República. Na fachada frontal existem bustos de José Bonifácio e do Marechal Deodoro da Fonseca. No centro encontra-se o Brasão da República.

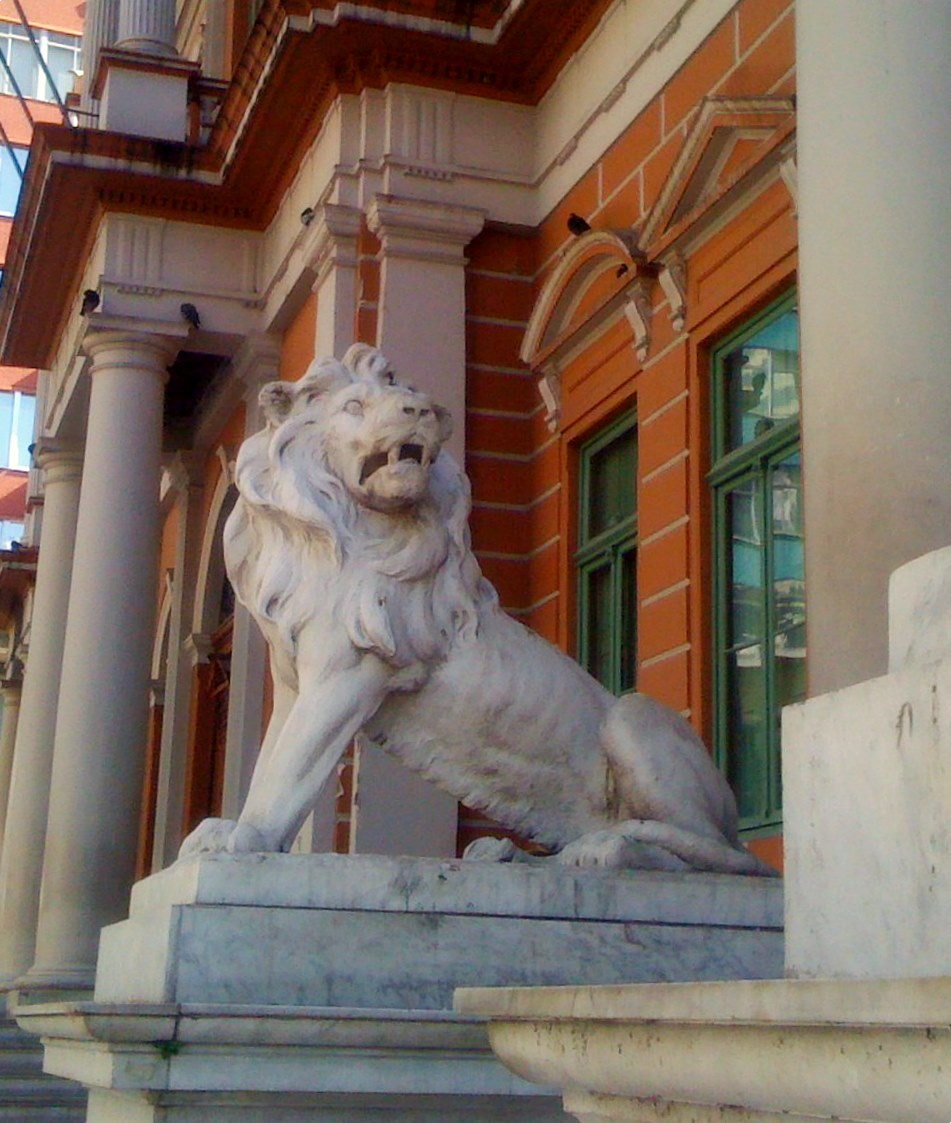
Um dos leões na entrada do Paço Municipal

O emprego de ordens clássicas não impediu adaptações criativas e simbólicas dos padrões estilísticos tradicionais. Por exemplo, a ordem dórica no térreo representa o Poder, e a coríntia, ao alto, fala da Harmonia e da Justiça. O corpo do prédio tem volumetria movimentada, tripartida, com elementos angulares que se projetam à frente. Todas a quatro fachadas são decoradas com cuidado, embora a estatuária e maior ornamentação se concentrem na fachada principal, onde também se eleva uma pequena torre central. Janelas em edícula com tímpanos, platibandas, balaustradas, embasamento simulando pedra rústica, e grandes leões de mármore nas escadarias laterais da frente contribuem para acentuar a beleza e interesse do conjunto.
Em 1977 foi incluído pela Prefeitura no Inventário dos Bens Imóveis de Valor Histórico e Cultural e de Expressiva Tradição, sendo tombado pelo município em 21 de novembro de 1979. No largo à sua frente está instalada a Fonte Talavera de La Reina, doada pela colônia espanhola em homenagem ao centenário da Revolução Farroupilha.

## Museu de Arte do Paço

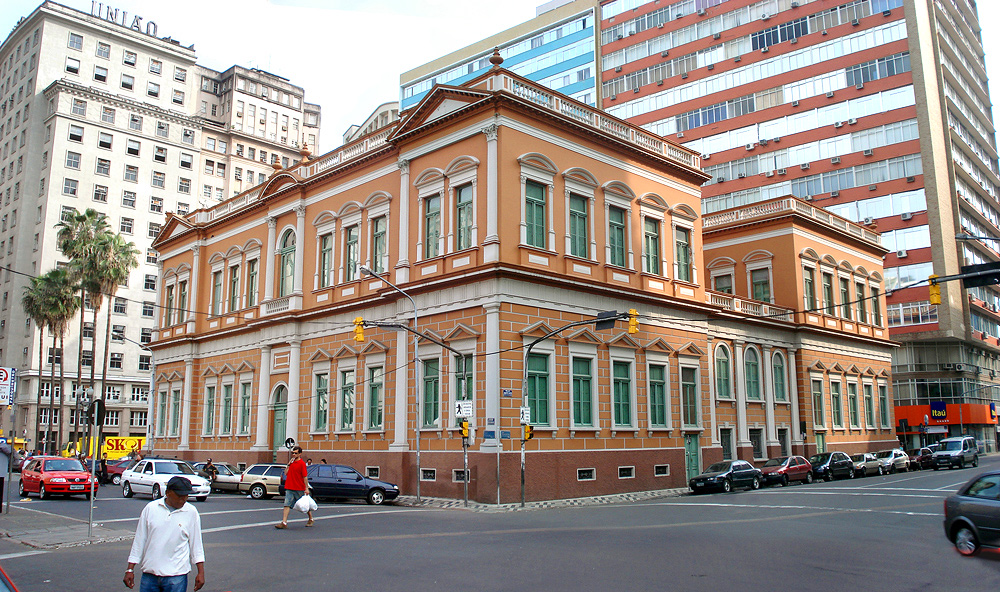
Perspectiva traseira do Paço Municipal

O prédio passou por uma reforma profunda em 2003, adaptando-se diversos espaços internos para exposições de arte e para guarda do Acervo Artístico da Prefeitura de Porto Alegre. No final de 2021 foi anunciado que o Paço Municipal deixaria de abrigar a sede administrativa da Prefeitura. No início de 2022 a Prefeitura começou sua mudança para um novo endereço, o Edifício Habitasul, na Travessa General João Manoel n° 157, e em 26 de março ocorreu a entrega do prédio para a Secretaria Municipal da Cultura, para possibilitar a instalação do Museu de Arte de Porto Alegre. A solenidade integrou as comemorações pelos 250 anos da Capital. Contudo, o gabinete do prefeito e o Salão Nobre serão reservados para utilização do Executivo.
Em junho de 2022 foi assinado um convênio entre a Prefeitura e o Fundo para Recuperação de Bens Lesados para financiamento do restauro e adaptação do prédio, e em setembro foi recebida a primeira doação para o novo museu, um busto em bronze de Borges de Medeiros, do artista português Rodolfo Pinto do Couto, datado de 1923. Durante a grande enchente de 2024 o prédio foi inundado, prejudicando a instalação definitiva do museu. Depois de reparos emergenciais, as atividades foram retomadas em 19 de outubro com a abertura da exposição Marco Zero.
Em 16 de dezembro de 2024 a Câmara de Vereadores aprovou projeto do Executivo criando oficialmente o museu, com o nome Museu de Arte do Paço. De acordo com a lei, sua missão será "preservar, pesquisar e comunicar a história e a produção das artes visuais, em especial de Porto Alegre, a partir da promoção e divulgação do seu acervo, enfatizando a história política e a arquitetura do Paço Municipal, sua sede, e local de origem das pinacotecas do município, processo histórico que o constitui, visando contribuir para o desenvolvimento sociocultural da comunidade, do Estado e do país".
Em 2025 foi montada uma exposição fotográfica recordando os impactos da enchente de 2024 na capital, e no mesmo ano foi montada uma mostra comemorativa dos 100 anos do Salão de Outono de 1925, o primeiro grande evento das artes plásticas do estado e um marco na história da arte moderna no Rio Grande do Sul.